# Svenska beklädnadsarbetareförbundet
Svenska beklädnadsarbetareförbundet var ett svenskt fackförbund inom Landsorganisationen (LO) som ursprungligen bildades 1889 under namnet Sveriges skrädderiarbetareförbund. Det nämnändrade 1898 till Svenska skrädderiarbetareförbundet och 1927 till Svenska beklädnadsindustriarbetareförbundet. 1972 slogs det samman med två andra förbund inom tekoindustrin till Beklädnadsarbetarnas förbund. 

## Bakgrund
Förbundet bildades av skräddaregesäller som blivit skrädderiarbetare, dvs. män som hade gått från hantverk till industriarbete. Skrädderiarbetarna i Stockholm bildade yrkets första fackförening och därifrån utgick strävandena att bilda fler fackföreningar och på längre sikt ett förbund. Kvinnorna i beklädnadsindustrin fick först 1900 tillåtelse att tillhöra förbundet. Parallellt fanns Kvinnornas fackförbund som agiterade för kvinnlig organisering och där de flesta medlemmarna var sömnadsarbeterskor. Fler och fler gick emellertid över till Skrädderiarbetareförbundet och det slutade med att Kvinnornas fackförbund helt avvecklades 1908.

## Historia
- 1889 bildades det landsomfattande Sveriges skrädderiarbetareförbund på en konferens i Stockholm. Initiativtagare var skrädderiarbetarefackföreningarna i Linköping, Uppsala och Stockholm. Förste ordförande blev Axel Engelbrekt Sörbom.
- 1891 inrättades en strejkfond.
- 1898 ändrade man namnet till Svenska skrädderiarbetareförbundet och inrättade en rese- och understödskassa.
- 1909 uppgick Kvinnornas fackförbund i förbundet.
- 1917 gjorde man framsteg med att organisera kvinnorna och 1694 kvinnliga medlemmar tillkom det året.
- 1918 var kvinnorna i majoritet.
- 1923 hade förbundet 7011 medlemmar. [1]
- 1926 ändrades namnet till Svenska beklädnadsarbetareförbundet. Det reflekterade hantverkets tillbakagång och att det nu var inom konfektionsindustrin som de flesta medlemmarna nu arbetade.
- 1933 anslöt sig Svenska hatt- och pälsindustriarbetareförbundet.
- 1935 omvandlades rese- och understödskassan till en erkänd arbetslöshetskassa Beklädnadsarbetarna arbetslöshetskassa, som var landets första som bildats i enlighet med den nya lagen om arbetslöshetsförsäkring.
- 1950 hade förbundet 144 avdelningar med 36161 medlemmar. Kvinnodominansen var stor och uppgick under förbundets sista decennier till omkring 80 procent av medlemmarna.
- 1964 var de särskilda kvinnolönerna borta ur avtalen, men olika värdering av arbetsuppgifter kvarstod ändå som en grund för ojämlik lönesättning. Den ökande konkurrensen från utlandet ledde till att beklädnadsindustrin gick tillbaka och medlemsantalet sjönk mellan 1960 och 1970 från 36000 till 25800.
- 1965 omorganiserades förbundet i 16 storavdelningar.
- 1972 uppgick slogs förbundet samman med Svenska textilarbetareförbundet och Sko- och läderarbetarnas förbund till det nya Beklädnadsarbetarnas förbund.